# Bodrogolaszi
Bodrogolaszi é um município da Hungria, situado no condado de Borsod-Abaúj-Zemplén. Tem 20,61 km² de área e sua população em 2015 foi estimada em 917 habitantes.